# Bernhard Heisig
Bernhard Heisig (Breslavia, 31 marzo 1925 – Havelaue, 10 giugno 2011) è stato un pittore e illustratore tedesco.

## Biografia
Studente all'Accademia d'arte di Lipsia, nel 1951 abbandonò gli studi in polemica con l'impostazione dirigistica e dogmatica della Germania Est. Ebbe un rapporto controverso con la politica tedesca dell'epoca, che se da un lato celebrò i suoi lavori e nel 1961 lo nominò rettore della sua Alma Mater, nel 1964, in seguito a un discorso in cui Heisig inneggiava alla libertà d'espressione dell'arte, lo fece decadere dalla carica. Negli anni '70, in concomitanza con il prevalere nella DDR di un atteggiamento più permissivo in ambito culturale verso le voci critiche, Heisig si impose come uno degli artisti più rappresentativi della Repubblica Democratica Tedesca, partecipando a importanti mostre e rassegne internazionali tra cui Documenta 6, e nel 1976 riprendendo il suo posto di rettore all'Accademia di Lipsia.
Esponente del genere storico-espressionista, nei suoi dipinti trovano spesso spazio riferimenti al passato nazista e alla seconda guerra mondiale. Fu anche importante ritrattista.